# سیارک ۵۱۶۵
سیارک ۵۱۶۵ (به انگلیسی: 5165 Videnom، نامگذاری:1985CG) پنج هزار و صد و شصت و پنجمین سیارک کشف شده‌است که در ۱۱ فوریه ۱۹۸۵ کشف شد.